# Lyford (Texas)
Pour les articles homonymes, voir Lyford.
Lyford est une ville située au centre du comté de Willacy, au Texas, aux États-Unis,.

## Démographie
Lors du recensement de 2010, la ville comptait une population de 2 611 habitants. Elle est estimée, en 2016, à 2 595 habitants.

### Source de la traduction
- (en) Cet article est partiellement ou en totalité issu de l’article de Wikipédia en anglais intitulé « Lyford, Texas » (voir la liste des auteurs).